# Abbas al-Musawi
Abbas al-Musawi (en árabe عباس الموسوي) (26 de octubre de 1952 - 16 de febrero de 1992) fue un político y teólogo libanés, que fungió como secretario general de Hezbolá desde 1991 hasta su asesinato en 1992.

## Biografía
Abbas al-Musawi nació en la ciudad de Al-Nabi Shayth, en el Valle de la Becá, Líbano. Realizó sus estudios religiosos en Nayaf en Irak. Allí, fue profundamente influenciado por las ideas del ayatolá Ruhollah Jomeini. Regresó al Líbano en 1978.
A partir de 1991, fue nombrado secretario general de Hezbolá, por ese entonces fue considerado como un moderado, a diferencia de su predecesor, Subhi al-Tufayli, quien fue visto como intransigente. A la cabeza de Hezbolá, atacó verbalmente a Israel, comparándolo con un cáncer.
El 16 de febrero de 1992, helicópteros israelíes atacaron una comitiva de autos en el sur del Líbano, donde se encontraba al-Musawi. Encontró la muerte con su esposa, su hijo de cinco años y otras cuatro personas. 
Después de su asesinato, fue Hassan Nasrallah quien quedó a cargo de Hezbolá.
| Predecesor: Subhi al-Tufayli | Secretario General de Hezbolá 1991-1992 | Sucesor: Hasan Nasrallah |

- Datos: Q305952
- Multimedia: Abbas al-Musawi / Q305952